# Thomas Bayrle
Thomas Bayrle (Berlín, 1937) és un artista alemany que viu i treballa a Frankfurt. Es va formar com a teixidor a la Werkkunstschule d'Offenbach (1958-1961). Ben aviat es va iniciar amb obres de poesia concreta. Li interessen especialment les tècniques d'impressió, en el teixit i la tipografia, i treballa amb dibuixos, collages, pel·lícules i gràfics per ordinador. Artista referent del pop alemany, Bayrle ha utilitzat aquesta estètica per desenvolupar un llenguatge propi. Li serveix per criticar les formes de vida del capitalisme tardà i la irracionalitat de la cultura de masses. Des dels inicis dels anys setanta, Bayrle produeix collages fotogràfics fets a partir de models de repetició i variació: es val d'elements diminuts (que acostumen a ser objectes de consum) i els reprodueix a centenars per formar grans estructures. El diàleg entre el micro i el macro li permet evocar les relacions entre construcció social i individu, i la inevitable alienació d'aquest últim en el món modern.
Des de començament dels seixanta del segle xx, ha exposat en els més prestigiosos centres internacionals. Té obra en col·leccions del Museum für Moderne Kunst de Frankfurt, el Museum Ludwig de Colònia, el Kunstmuseum de Stuttgart, el MOCA de Los Angeles, el Frac Limousin de Limoges i el Museu d'Art Contemporani de Barcelona (MACBA).